# زبان پلات‌دیچ
پلات‌دیچ (Plautdietsch) در اصل گونه‌ای از گویش پروسی سفلی از گروه زبان‌های آلمانی سفلای شرقی بود که طی قرن ۱۶ و ۱۷ میلادی، تحت تأثیر زبان هلندی، در دلتای رود ویستولا در پروس (لهستان کنونی) شکل گرفت. پلات‌دیچ به معنی آلمانی پَست است.
گویشوران این زبان حدود ۳۰۰۰۰۰ هزار نفر می‌باشند که در کشورهای کانادا، ایالات متحده، مکزیک، برزیل، بولیوی، پاراگوئه، اوروگوئه، پرو، هندوراس، بلیز و آرژانتین زندگی می‌کنند. این افراد از نسل اعضای فرقه منونایت هستند که در قرن ۱۶ میلادی به دلیل تعصبات دینی از کشورهای هلند و بلژیک گریختند و ابتدا در دلتای رود ویستولا سکنی گزیدند. در اواخر قرن ۱۸ میلادی، با گسترش قلمرو امپراتوری روسیه برخی از اعضای این فرقه به همراه مردمان دیگری از اقوام ژرمن از پادشاهی پروس به سرزمین‌های شمال دریای سیاه (از جمله اوکراین کنونی) که به تازگی به تصرف روسیه درآمده بود کوچ کردند، و برخی دیگر نیز به سوی کشورهای آمریکای شمالی و جنوبی رهسپار شدند.